# Pleurothallis bovilingua
Pleurothallis bovilingua là một loài thực vật có hoa trong họ Lan. Loài này được Luer & R.Escobar miêu tả khoa học đầu tiên năm 1998.